# Hiệp hội Thanh niên Liên Hợp Quốc
Tổ chức Thanh niên Liên Hợp Quốc (tiếng Anh: United Nations Youth Association; viết tắt: UN Youth) là mạng lưới bao gồm toàn bộ các tình nguyện viên trẻ tuổi của một tổ chức phi chính phủ (NGO) do thanh niên lãnh đạo. Tổ chức này đã và đang hỗ trợ tích cực cho các mục tiêu và nguyên tắc cơ bản của Hiến chương Liên Hợp Quốc và đó cũng là mục đích của họ nhằm lan tỏa những nguyên tắc này cũng như hoạt động của Liên Hợp Quốc trong xã hội dân sự của nước sở tại.
Vào tháng 8 năm 2011, Mạng lưới Hiệp hội Thanh niên Liên Hợp Quốc (UNYANET) được thành lập tại Wien. UNYANET là mạng lưới quốc tế dành cho các Hiệp hội Thanh niên Liên Hợp Quốc và các Bộ phận UNA-Youth.
WFUNA là một tổ chức thành viên phi lợi nhuận và phi chính phủ trên phạm vi toàn cầu của các Tổ chức Liên Hợp Quốc (UNA) hiện có mặt tại hơn 100 quốc gia. Hội Thanh niên WFUNA nằm trong mạng lưới các Tổ chức Thanh niên LHQ và phân bộ/mặt trận thanh niên của các Tổ chức Liên Hợp Quốc trên toàn thế giới.

## Hoạt động của UNYA
UNYA tiến hành nhiều hoạt động khác nhau, một số trong số đó là:
- Mô hình Liên Hợp Quốc, mô phỏng một cuộc họp của Liên Hợp Quốc dành cho học sinh Trung học
- Các chương trình giáo dục dành cho học sinh tiểu học và trung học cơ sở để cung cấp sự hiểu biết về hoạt động của Liên Hợp Quốc
- Diễn giả sự kiện và thảo luận nhóm
- Các chương trình đại biểu thanh niên Liên Hợp Quốc